# La Bastide (Bordeaux)

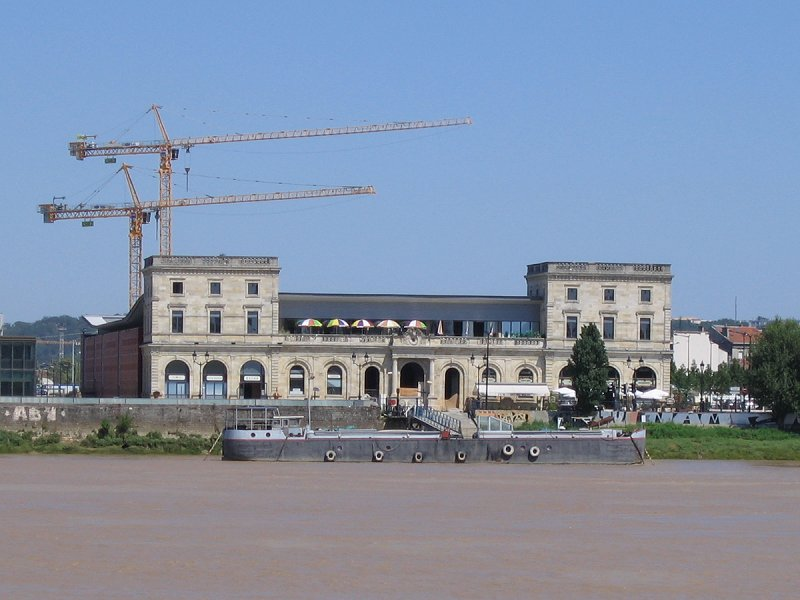
Het voormalige spoorwegstation Gare d'Orléans in La Bastide dat is omgebouwd tot bioscoop

La Bastide is een wijk van de Franse stad Bordeaux. Sinds de 19e eeuw hoort de wijk bij de gemeente Bordeaux. De wijk ligt op de rechteroever van de Garonne en is zodoende ook deel van Entre-Deux-Mers. Lange tijd was het een arbeiderswijk met veel industrie en werd gezien als periferiek gedeelte van de stad, waarvan de enige wegverbinding met het centrum de Pont de pierre was. In de 21e eeuw is de wijk, door de geografische nabijheid van het stadscentrum, het object van stadsvernieuwing.